# Mercury-Redstone 3
El Mercury-Redstone 3, MR-3 o Freedom 7 va ser el primer vol espacial tripulat dels Estats Units. Va tenir lloc el 5 de maig de 1961, amb Alan Shepard com a astronauta. Va ser part del Programa Mercury, al mateix temps, un intent per part dels EUA per posar un astronauta en òrbita al voltant de la Terra, abans que la Unió Soviètica durant la Guerra Freda.
La primera missió tripulada, no obstant això, va ser només un vol suborbital de quinze minuts per sobre del límit espacial a una altitud de 100 km i llavors es va disminuir l'altura. L'última part del nom de la missió, ve del coet Redstone que es va utilitzar per al llançament de la nau espacial. Va ser la quarta missió d'aquest coet en el projecte; sent els primers vols de prova no tripulats dels quals un va transportar un ximpanzé.
El llançament del MR-3 va tenir lloc a Cap Canaveral, Florida prop de l'Oceà Atlàntic. Després que el coet fos gastat totalment, la nau espacial amb en Shepard a bord, es va separar i va continuar fins que es va arribar a l'altura de 187,5 km abans de caure i aterrar en paracaigudes sobre l'oceà davant de les Bahames. Aquí va ser recollit en helicòpter i transportat a un portaavions. Durant el vol, en Shepard va observar la Terra i va provar el sistema de control de reacció de la nau juntament amb un conjunt de petits coets destinat a portar la nau espacial cap avall des de l'òrbita en missions posteriors. També va ser en Shepard que havia donat a la missió el seu nom alternatiu, "Freedom 7," establir una tendència de nomenclatura dels astronautes per a les seves naus espacials per a la resta del projecte.
La missió va ser un èxit tècnic, encara que no van aconseguir que fos el primer home a l'espai; només tres setmanes abans, la Unió Soviètica havia dut a terme el seu primer vol orbital tripulat. El MR-3 va ser seguit per una altra missió suborbital del mateix any i quatre missions orbitals dels dos següents.

## Preparació
La nau espacial Freedom 7, la càpsula Mercury núm. 7, va ser lliurada a Cap Canaveral el 9 de desembre de 1960. Va ser originalment previst per a una missió que podria ser llançada poc després que la nau fos disponible, però la Càpsula núm. 7 va resultar requerir un ampli desenvolupament i treball de proves abans que es considerés segur per al vol. No obstant això, com havia estat destinat des de l'estiu del mateix any, com la primera nau espacial tripulada, es va prendre la decisió de retardar la missió fins que aquesta càpsula en particular fos preparada, amb una data de llançament temptatiu del 6 de març, en lloc d'utilitzar una càpsula alternativa. El coet impulsador que va ser previst originalment per al vol, va ser el Redstone núm. 3, que havia estat lliurat al Cap a principis de desembre; no obstant això, es va utilitzar aleshores en la prova de vol del MR-1A, el 19 de desembre. La substitució, va ser el Redstone núm. 7, no va arribar al Cap fins a finals de març; per aquesta vegada, però, la missió ja s'havia ajornat a l'espera dels resultats d'un altre vol de prova.
A finals de la dècada de 1960, s'havia produït un nombre creixent de les preocupacions sobre els estàndards del vehicle de llançament Redstone; la prova de vol del MR-2, que transportava un ximpanzé, havia tingut problemes tècnics durant el llançament, ja que va portar la nau espacial volant massa alt, massa lluny i ràpid. Com a resultat, la missió va ser de dos minuts més del previst, i la reentrada va sotmetre al passatger a 14,7g en lloc de la xifra prevista d'aproximadament 12g. El punt d'amaratge era de seixanta milles del vaixell de recuperació més proper, i que era de dues hores i mitja abans que un helicòpter pugui recuperar la càpsula i el seu passatger - moment en el qual gairebé s'havia enfonsat. Com a resultat, la NASA no estava disposada a posar en marxa la missió MR-3 sense més treballs de desenvolupament; a finals de febrer, encara havia set grans alteracions que havien realitzat sobre el coet impulsador que requerien proves. Un vol més de prova es va afegir d'acord amb la programació, el MR-BD (de "Booster Development" o desenvolupament del impusador; que va ser originalment conegut com a MR-2A). Va ser llançat el 28 de març, col·locant el vol del MR-3 un mes després, el 25 d'abril. El vol del MR-BD va ser tot un èxit, assegurar que el vol tripulat del MR-3 es podria procedir sense més demora significativa.
El pilot del MR-3 havia estat elegit diversos mesos d'antelació, a principis de gener, pel cap del programa, Robert R. Gilruth. Ell havia triat a Alan Shepard com el pilot primari, amb John Glenn i Gus Grissom com els reserves; els altres membres dels Mercury Seven, es van entrenar per missions posteriors. Els tres noms es van donar a conèixer a la premsa el 22 de febrer sense cap indicació pel que fa a quin dels tres s'esperava per volar la missió. El nom de Shepard es va anunciar públicament després de l'intent de llançament inicial hagués estat cancel·lat, com en Gilruth desitjava mantenir les seves opcions obertes en cas e canvis d'última hora de requeriment de personal. En Glenn va servir com el reserva d'en Shepard en el dia del llançament, amb en Grissom centrat en la formació de MR-4, la següent missió suborbital.
L'intent de llançament inicial, el 2 de maig, va ser cancel·lat a causa de problemes meteorològics, de dues hores a vint minuts abans de l'hora de llançament, amb en Shepard esperant en un hangar ja adaptat i preparat. El vol va ser reprogramat per a l'endemà passat, quan es va retardar un dia més a causa de les inclemències del temps, fins al 5 de maig, amb un temps de llançament previst per a les 7:20 a.m. EST.

## Vol
El compte enrere va començar a les 8:30 p.m. de la nit anterior, amb en Shepard entrant a la nau espacial a les 5:15 a.m. ET, més de dues hores abans del previst de l'hora de llançament a les 7:20. A les 7:05 a.m., el llançament es va retardar durant una hora per esperar que es claregin els núvols - una bona visibilitat seria essencial per a les fotografies de la Terra - i arreglar una unitat de font d'alimentació; poc després que es reiniciés el recompte, però es va haver de fer altre cop per reiniciar un ordinador del Goddard Space Flight Center. El recompte es va reprendre, després de poc més de dues hores i mitja de les hores no planificades, i continuar sense més problemes.

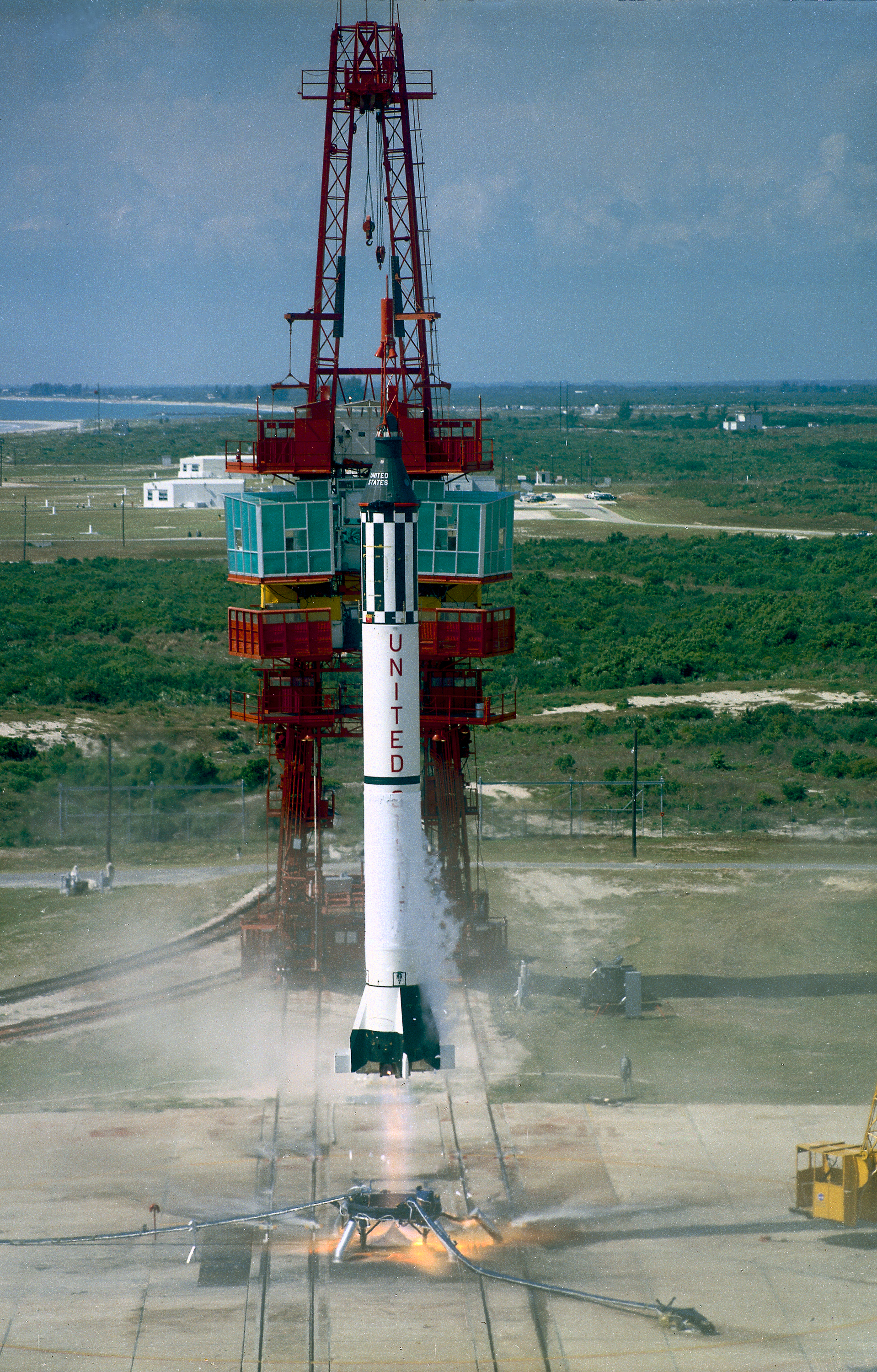
Llançament del MR-3 el 5 de maig de 1961

El Mercury-Redstone 3 va ser finalment enlairat a les 9:34 a.m. ET, esdeveniment en el qual va ser observat per uns estimats 45 milions de teleespectadors als Estats Units. En Shepard es va sotmetre a una acceleració màxima de 6,3g just abans d'apagar el motor del Redstone, dos minuts i 22 segons després del llançament. La velocitat espacial constant del Freedom 7 va ser de 8.262 km/h, prop del valor planificat. Deu segons després, la torre d'escapament va ser expulsada del coet. A la marca de tres minuts, el sistema de control d'altitud automatitzat va girar el Freedom 7, col·locant-se en punt de l'escut tèrmic mirant endavant llest per a la reentrada.
En Shepard ara era capaç de prendre el control manual de la nau espacial, i va començar a provar si era capaç d'ajustar la seva orientació. El primer que va fer va ser la posició de la nau espacial a la seva altitud de retrofocs a 34 graus (el nas de la nau espacial va girar cap avall en 34 graus). Llavors va provar el control manual del yaw, un moviment d'esquerra a dreta, i girar a si mateix. Quan va prendre el control dels tres eixos, es va trobar que la resposta de la nau espacial va ser aproximadament el mateix que el del simulador Mercury; però, ell no podia sentir els impulsos del retrocoets, com va poder aterrar, a causa dels nivells de soroll de fons.
L'objectiu secundari va ser realitzar observacions de la Terra des de la nau espacial; tornant a la nau el control automàtic, en Shepard va descobrir que era capaç de distingir les principals masses de terra dels núvols fàcilment, i podia distingir les costes, illes i llacs principals, però va tenir dificultats per identificar les ciutats. Hi havia problemes treballant amb el periscopi de la nau espacial - les primeres càpsules Mercury tenien un petit periscopi en lloc d'una finestra de visualització - va haver d'abandonar l'intent de canviar els filtres òptics.
Sota control automàtic, la nau havia desenvolupat un lleuger moviment al seu pas per alçada màxima; en Shepard va activar el mode de control per senyals elèctrics, on el pilot utilitza un controlador per ordenar el sistema automàtic per disparar per encendre els retrocoets per al posicionament desitjat, en lloc de controlar manualment els coets individuals. Ajustant el rotament i desviament, es va trobar que amb la posició de pas va ser del voltant de deu graus massa superficial - 25 graus en lloc dels 35 previstos per a la reentrada - i quan va començar a corregir, els retrocoets el van enviar a la reentrada. El conjunt de retrocoets - que s'havien d'alliberar de l'escut tèrmic requerint que fos així abans de la reentrada - van ser expulsats amb èxit, però la llum de confirmació va fallar, obligant en Shepard a activar de manera manual anul·lar engegada del sistema abans de confirmar que els coets van ser llançats completament.

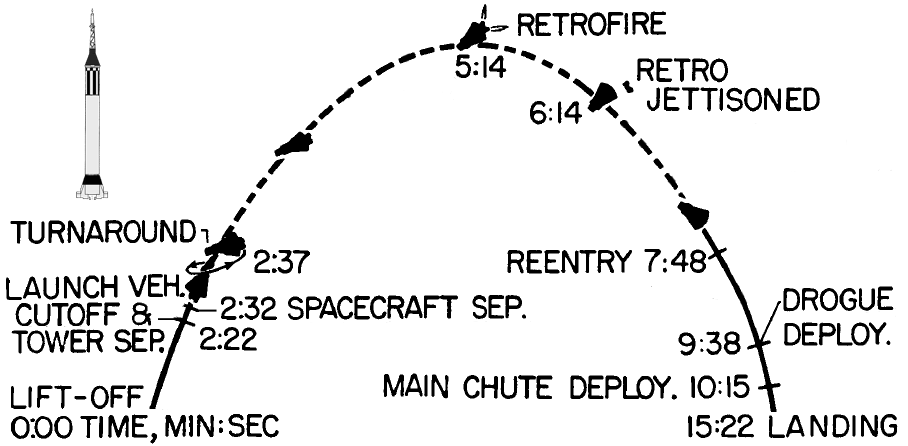
Cronologia del MR-3. No es mostra el coet; que va enlairar la nau espacial fins al 2:22; al 2:32 el coet i la nau espacial es van separar.

Shepard va reprendre el control per senyals elèctrics després dels retroimpulsos, informant que el notava suau i li va donar la sensació d'estar completament al comandament de la nau, abans de permetre que els sistemes automàtics breument es fessin càrrec de reorientar la càpsula en la reentrada. Després va mantenir el control fins que les forces G van arribar als 11,6g durant la reentrada; ell va dirigir la càpsula fins que fos estabilitzat i després va cedir el control al sistema automatitzat. El descens va ser més ràpid del previst, però els paracaigudes es van desplegar sobre el previst, una paracaigudes de frenada a 6,4 km i el principal a 3,0 km.
L'amaratge va ocórrer amb una incidència comparable en aterrar un avió de reacció en un portaavions. El Freedom 7 es va inclinar sobre el seu costat dret en 60 graus des d'una posició vertical, però no va mostrar senyals de fuites; suaument es va redreçar després d'un minut, i en Shepard va ser capaç d'informar als avions que donaven voltes a prop que havia aterrat amb seguretat i estava llest per ser recuperat. Un helicòpter de la recuperació va arribar en pocs minuts, i després d'un breu problema amb l'antena de la nau espacial, la càpsula es va aixecar parcialment fora de l'aigua per tal de permetre en Shepard de sortir per l'escotilla principal. Va estrènyer fora de la porta i en un cabestrell d'elevació, i va ser tret en l'helicòpter, que va transportar tant l'astronauta com la seva nau espacial a un portaavions d'espera, el USS Lake Champlain. El procés de recuperació s'havia pres només en onze minuts, des de l'amaratge en arribar a bord.
El vol va durar 15 minuts, 22 segons i la nau va viatjar 486 km des del seu punt de llançament, ascendint a 187,5 km. El Freedom 7 va amarar en aquestes coordenades: 27° 14′ N, 75° 53′ O / 27.23°N,75.88°O. Va aconseguir una velocitat de 8.340 km/h.
Després del vol, la nau espacial va ser examinada pels enginyers i es va trobar estar en excel·lent forma, així que podien haver decidit d'haver-se utilitzat de nou en un altre llançament. El Freedom 7, cedida per la Smithsonian Institution s'exhibeix al vestíbul de la Armel-Leftwich Visitor Center de l'Acadèmia Naval dels Estats Units, Anàpolis, MD on es va dur després de la defunció d'en Shepard en el 1998. Abans s'havia exhibit al National Air and Space Museum, i es preveu el seu retorn a Washington en 2016.

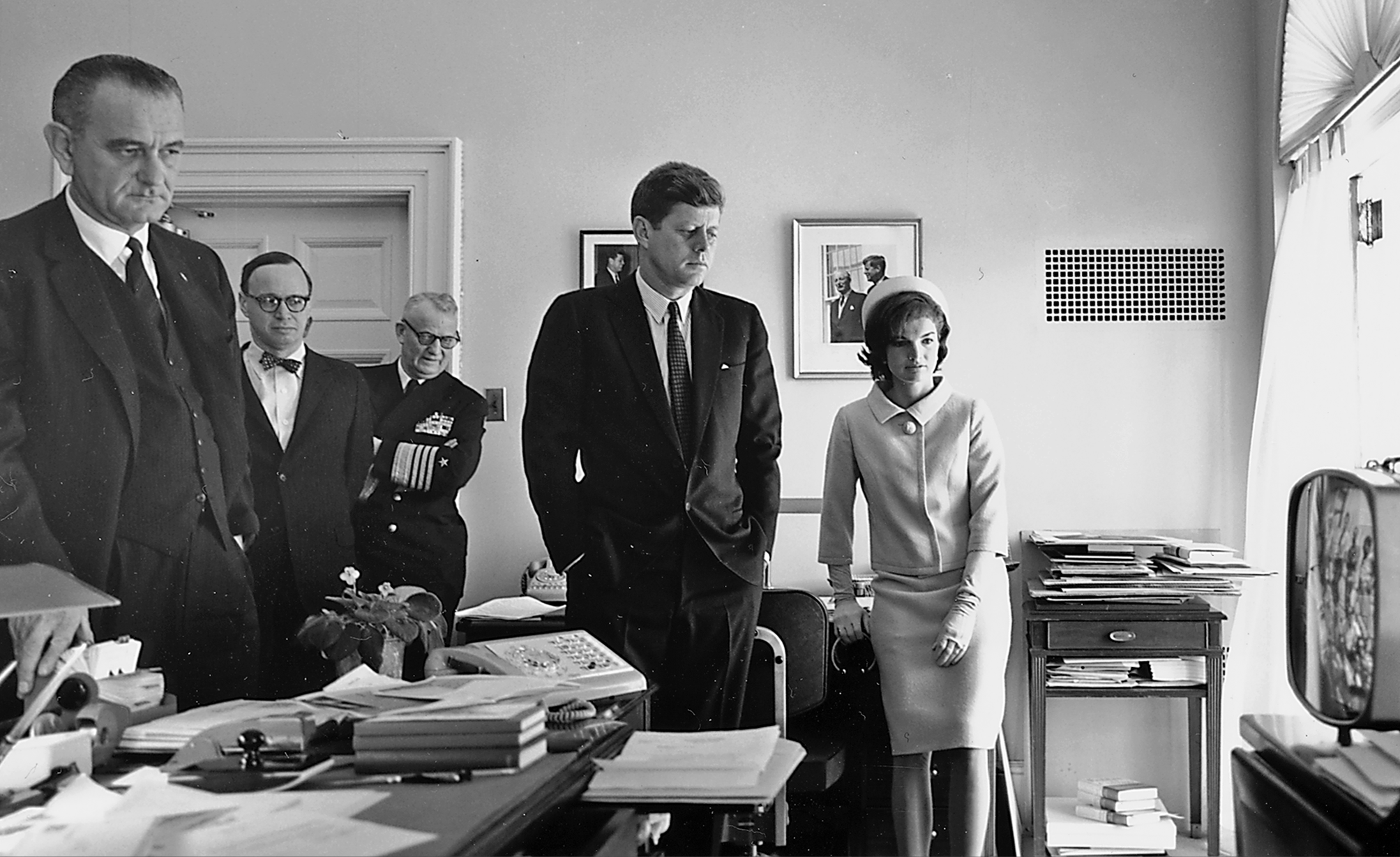
El President Kennedy mirant el vol per televisió juntament amb el vicepresident Johnson i altres persones
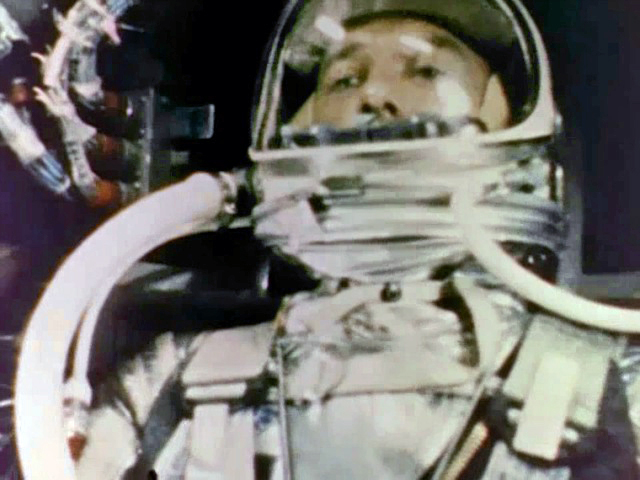
Shepard en el Freedom 7
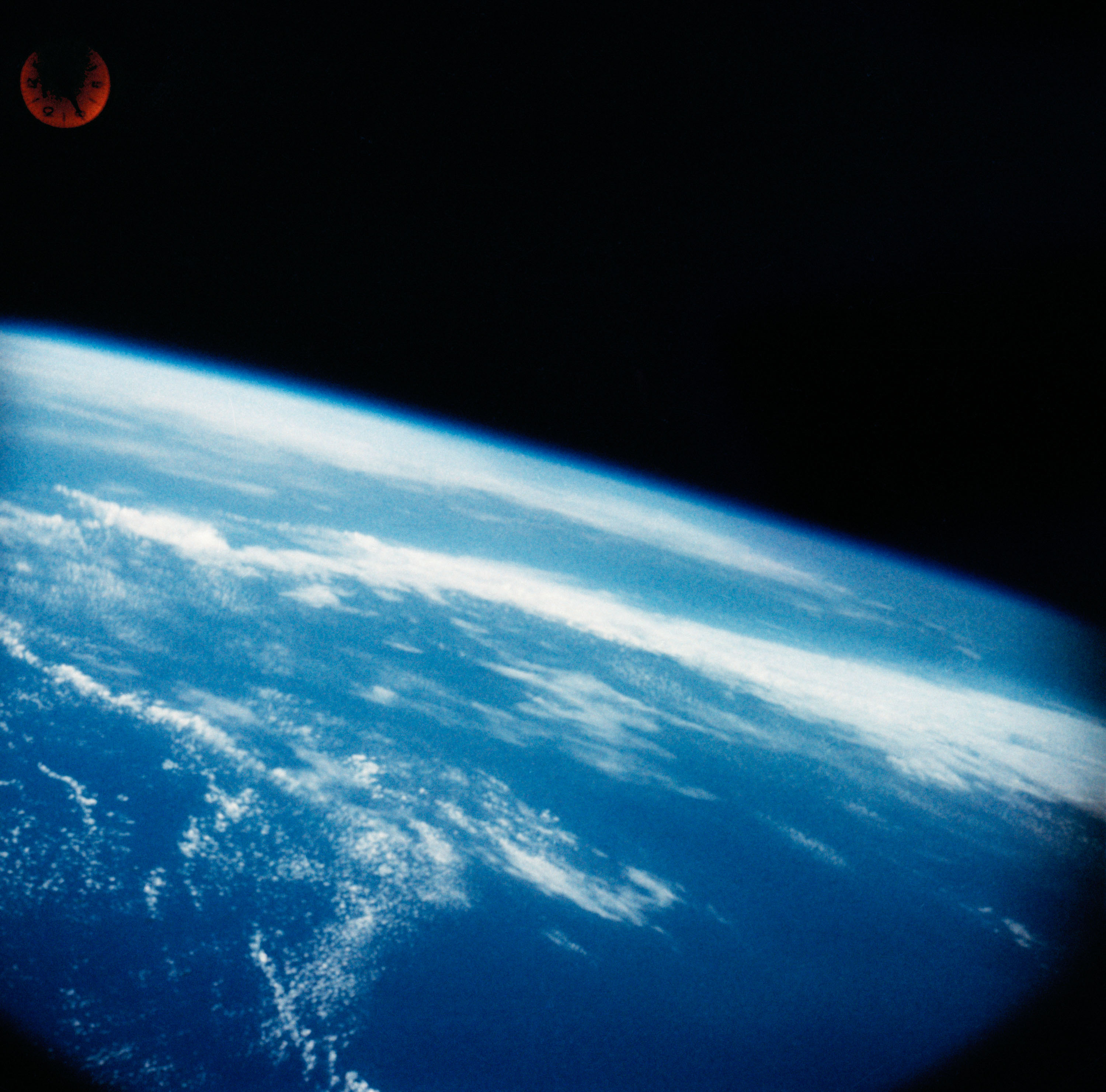
Fotografia presa per la càmera aèria de 70mm muntada en la nau espacial
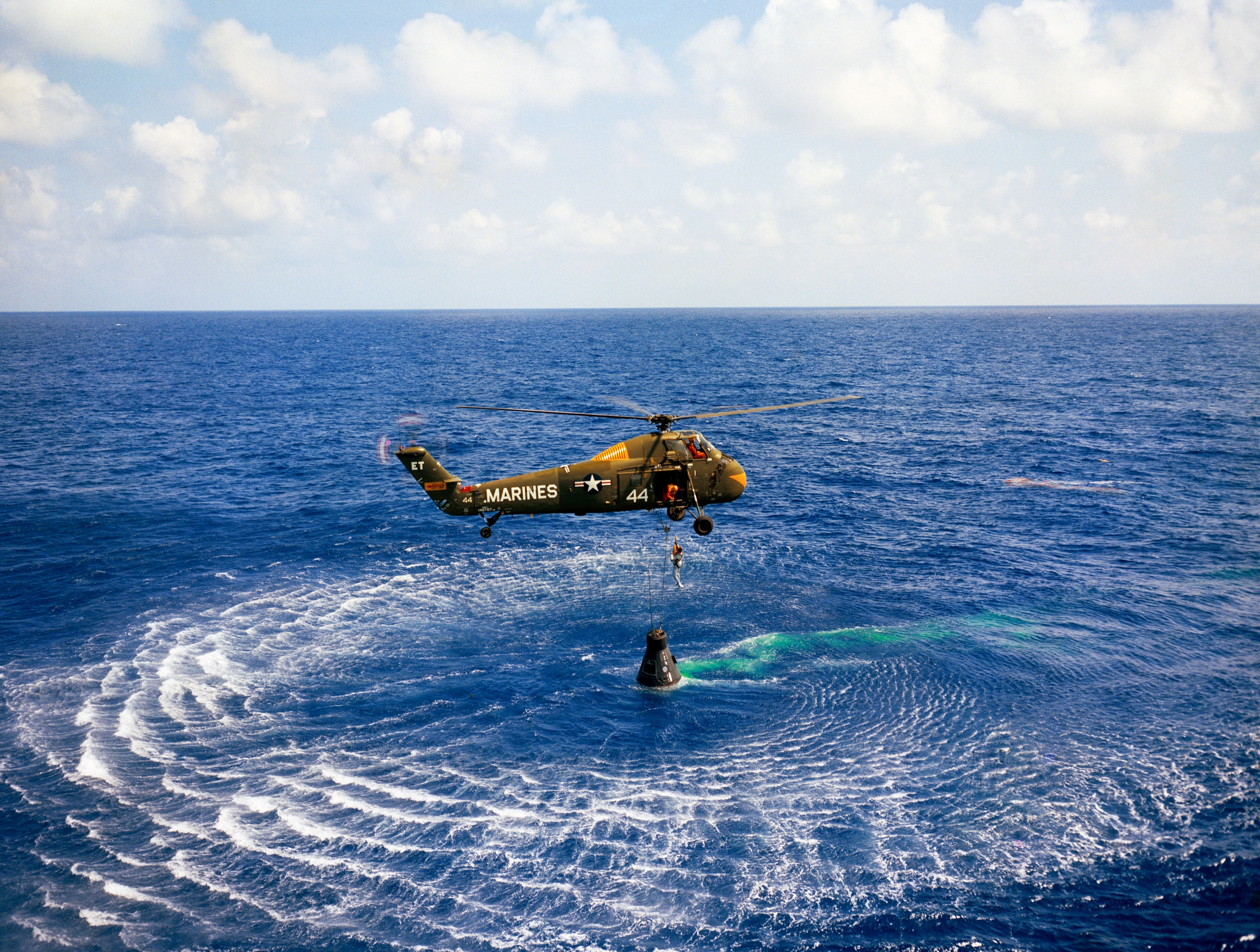
Un helicòpter HUS-1 del Lake Champlain recuperant a Alan Shepard de la càpsula del Freedom 7
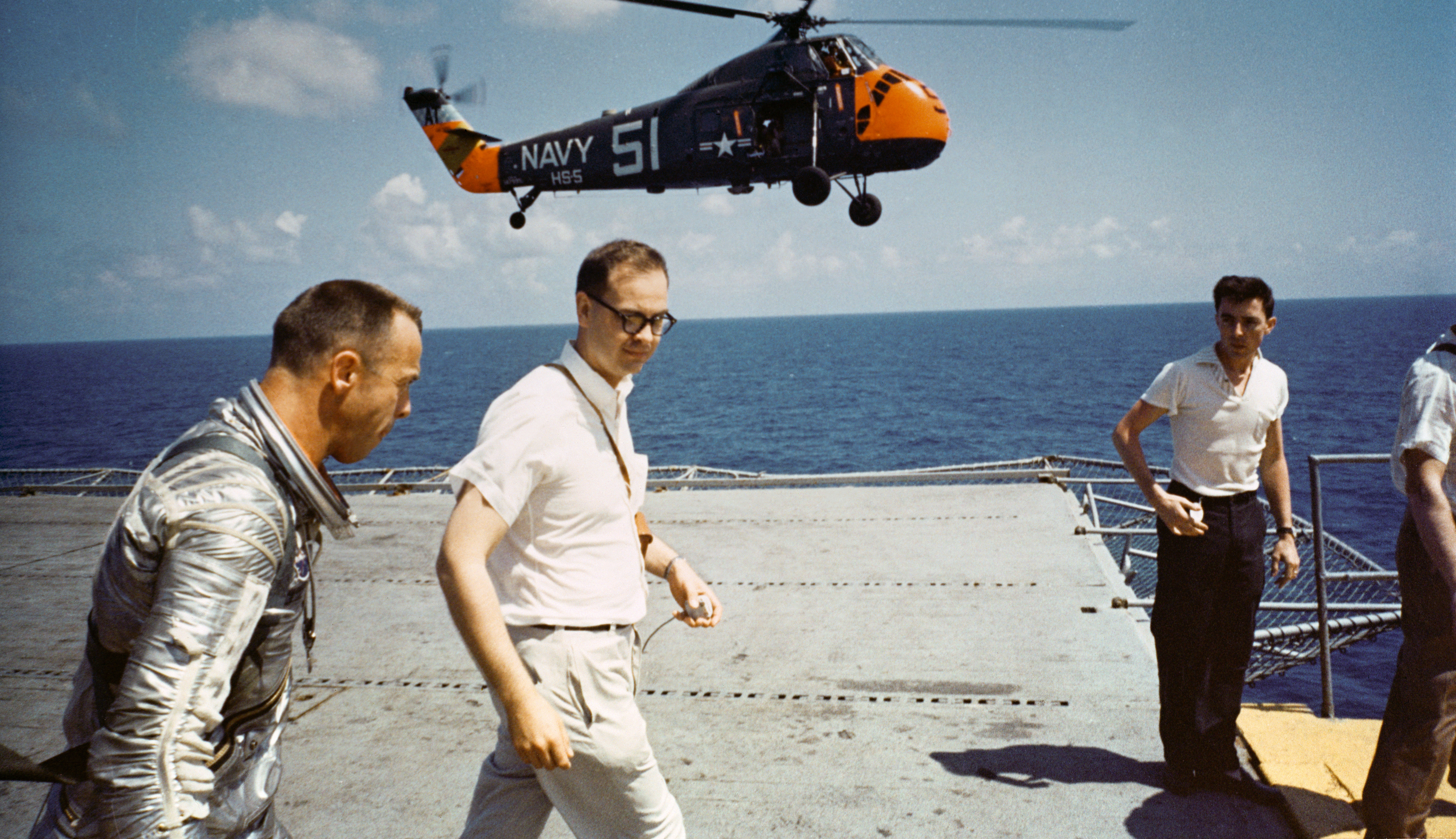
Alan Shepard a la coberta del portaavions USS Lake Champlain (CVS-39) després de la recuperació del Freedom 7
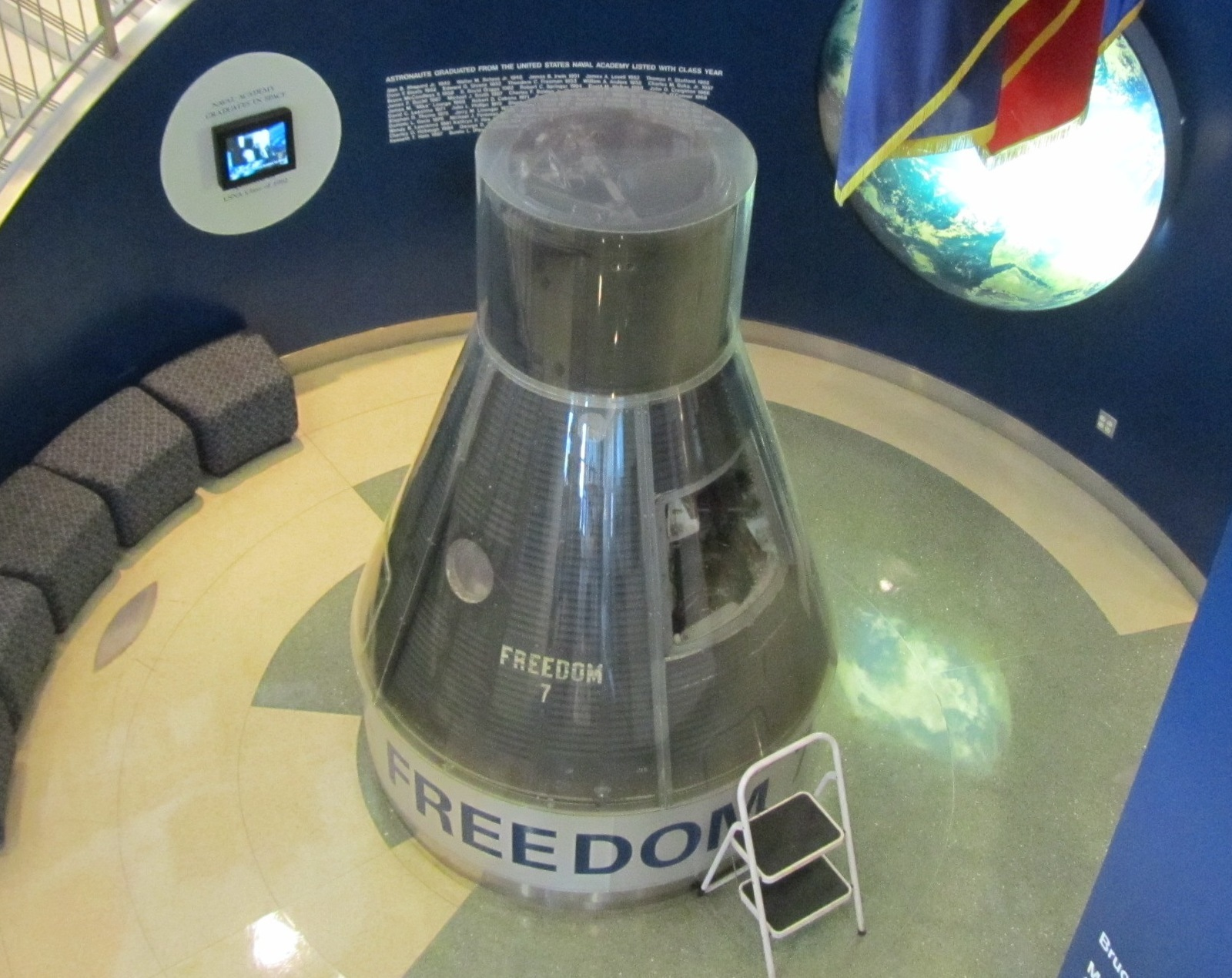
Freedom 7 en exhibició a l'Acadèmia Naval dels EUA, Anàpolis, MD

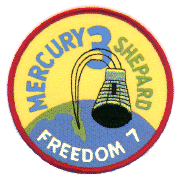
Pegat commemoratiu

## Representació en la cultura popular
En el juny de 1961, Laurie Records va emetre un senzill de 45 rpm protagonitzat per William Allen i l'Orquestra anomenada "Space Flight Freedom 7." Consistia en recreacions de la torre per les comunicacions parlades amb l'astronauta sobre un acompanyament instrumental.
La missió del Mercury-Redstone 3 va ser dramatitzada en la minisèrie del HBO, From the Earth to the Moon, en l'episodi Can We Do This?" (protagonitzat per Ted Levine com a Alan Shepard), com també en el llibre de Tom Wolfe, The Right Stuff, i la pel·lícula de Philip Kaufman, del mateix nom basat en el llibre. (En la pel·lícula de Kaufman, Scott Glenn protagonitza en Shepard.)

## Esdeveniments de vol
| Temps (mm:ss) | Esdeveniment                             | Descripció |
| ------------- | ---------------------------------------- | --- |
| 00:00         | Enlairament                              | Enlairament del Mercury-Redstone, es posa en marxa el rellotge de bord. |
| 00:16         | Programa de rotació                      | El Redstone gira en 2 graus/s de 90 a 45 graus. |
| 00:40         | Fi de programa de rotació                | El Redstone arriba als 45 graus. |
| 01:24         | Màx Q                                    | Pressió dinàmica màxima ~575 lbf/ft² (28 kPa). |
| 02:20         | BECO                                     | Apagat del motor Redstone - Separació del Motor del Coet. Velocitat a 2,3 km/s                                                                                                   |
| 02:22         | Expulsió de Torre                        | S'expulsa la Torre d'Escapada, que ja no es necessita. |
| 02:24         | Separació de la nau espacial             | S'encenen els retrocoets del tram en 1 s permetent la separació a 4,6 m/s |
| 02:35         | Maniobra d'autogir                       | El sistema ASCS de la nau la fa girar 180 graus, per posar-se en posició d'escut tèrmic mirant endavant. El nas de la nau gira cap avall 34 graus en la posició dels retrocoets. |
| 05:00         | Apogeu                                   | Apogeu de 185 km arribant a 240 km viatjats des del lloc de llançament. |
| 05:15         | Retrofoc                                 | S'encenen tres retrocoets durant 10 segons cadascun. S'inicien en intervals de 5 segons, solapant-se. S'arriba a 170 m/s en la velocitat frontal.                                |
| 05:45         | Es retracta el periscopi                 | El periscopi es retreu automàticament en preparació per a la reentrada. |
| 06:15         | Expulsió dels retrocoets                 | Un minut després s'expulsen el conjunt de retrocoets, allisant l'escut tèrmic.                                                                                                   |
| 06:20         | Retromaniobra d'altitud                  | El ASCS orienta la nau espacial 34 graus cap avall, 0 graus de rotació, 0 yaw.                                                                                                   |
| 07:15         | Maniobra de 0,05 g (0.5 m/s²)            | El ASCS detecta el començament de la reentrada i gira la nau a 10 deg/s per estabilitzar-la durant la reentrada.                                                                 |
| 09:38         | Desplegament del paracaigudes de frenada | Desplegament del paracaigudes de frenada a 6,7 km disminuint la velocitat de descens en 111 m/s i estabilitzant la nau.                                                          |
| 09:45         | Desplegament del snorkel                 | Desplegament de l'aire fresc a 6,1 km. El sistema ECS activa el mode d'oxigen d'emergència per refrescar la cabina.                                                              |
| 10:15         | Desplegament del paracaigudes principal  | Desplegament del paracaigudes principal a 3.0 km. La velocitat de descens es desaccelera a 9,1 m/s                                                                               |
| 10:20         | Desplegament de la Bossa d'Aterratge     | Desplegament de la Bossa d'Aterratge, baixant l'escut tèrmic cap avall a 1,2 m.                                                                                                  |
| 10:20         | Expulsió de combustible                  | S'expulsa el combustible restant de peròxid d'hidrogen automàticament. |
| 15:30         | Amaratge                                 | La nau espacial cau a l'aigua després de viatjar 480 km des del lloc de llançament.                                                                                              |
| 15:30         | Desplegament dels Sistemes de Rescat     | Es desplega el sistema de rescat. Això inclou un marcador verd i un transmissor de ràdio amb antena.                                                                             |